# Teófano de Atenas
Teófano de Atenas foi uma imperatriz-consorte bizantina, esposa de Estaurácio. De acordo com a crônica de Teófanes, o Confessor, ela era parente da imperatriz Irene (r. 797-802) e ambas provinham de Atenas. Porém, não sabemos qual era este grau de parentesco.

## Imperatriz
Em 20 de dezembro de 807, Teófano se casou com Estaurácio, uma data preservada por Teófanes. Estaurácio era o filho único de Nicéforo I, o Logóteta e foi co-imperador com o pai a partir de 803. Teófano havia sido prometida a um outro homem, mas participou de um desfile de noivas imperial e foi provavelmente escolhida para legitimar a conexão da nova Dinastia nicéfora com a anterior (Isáurica).
Acredita-se que o sogro de Teófano já fosse viúvo quando subiu ao trono e, na ausência de uma imperatriz-sênior, Teófano foi a única imperatriz durante o seu reinado.
Em 26 de julho de 811, Nicéforo foi morto enquanto combatia Crum da Bulgária na Batalha de Plisca. Muito do exército bizantino foi aniquilado com ele naquela que é considerada uma das piores derrotas militares na história bizantina. Entre os poucos sobreviventes estava Estaurácio, que sucederia ao pai como imperador.
Contudo, o jovem imperador não escapou ileso da batalha. Um ferimento de espada próximo ao seu pescoço o havia deixado paralisado e membros da guarda imperial conseguiram levá-lo para Adrianópolis, mas ele jamais se recuperou completamente do ferimento. O tema da sucessão de Estaurácio era, portanto, urgente e duas facções emergiram na corte bizantina: a primeira, centrada em Teófano, esposa do imperador, que tentou fazer dela a sucessora do marido. A outra, centrada em Procópia, pretendia colocar Miguel Rangabe, seu marido e cunhado do imperador, no trono.
Estaurácio estava, aparentemente, prestes a escolher Teófano como sucessora. A possibilidade de uma segunda imperatriz-reinante logo após Irene parece ter sido decisivo para mudar o apoio da nobreza de Teófano para o grupo de Procópia e Miguel. Outros fatores foram a guerra em andamento contra Crum e as negociações com Carlos Magno sobre a legalidade de seu título imperial (basileu). Estaurácio foi então compelido a nomear Miguel como seu sucessor e a abdicar logo em seguida, o que ocorreu em 2 de outubro de 811.
Estaurácio e Teófano então se retiraram para a vida monástica. Teófanes relata que Teófano fundou um para si e afirma que seu nome era, curiosamente, "Ta Hebraïka", grego para hebreus (os judeus).
Não se sabe quando Teófano morreu. Constantino VII relatou no século X que Estaurácio e a imperatriz dividiram o túmulo no Mosteiro da Santíssima Trindade em Constantinopla.